# Grodékovo (Khabàrovsk)
|  | Per a altres significats, vegeu «Grodékovo». |

Grodékovo (en rus: Гродеково) és un poble del krai de Khabàrovsk, a Rússia, que el 2012 tenia 1.176 habitants. Pertany al districte rural de Lazó.